# George B. Post
George Browne Post (Nueva York, Estados Unidos, 15 de diciembre de 1837 - 28 de noviembre de 1913) fue un arquitecto estadounidense formado en la tradición de Beaux Arts. Fue reconocido como un maestro de la arquitectura estadounidense moderna, además de haber sido fundamental en el nacimiento del rascacielos. Muchos de sus proyectos más característicos fueron para edificios comerciales donde los nuevos requisitos empujaron los límites tradicionales del diseño. Muchos de los edificios que diseñó han sido demolidos, ya que su ubicación central en Nueva York y otras ciudades los hizo vulnerables a la reconstrucción en el siglo XX. Algunos de sus edificios perdidos fueron considerados hitos de su época. Estuvo activo desde 1869 casi hasta su muerte en 1913. Sus hijos, que habían sido incorporados a la firma en 1904, continuaron como George B. Post and Sons hasta 1930.

## Biografía

### Primeros años
Post nació el 15 de diciembre de 1837 en Manhattan, Nueva York, hijo de Joel Browne Post y Abby Mauran Church. Después de graduarse de la Universidad de Nueva York en 1858 con un título en ingeniería civil, Post se convirtió en alumno de Richard Morris Hunt de 1858 a 1860. En 1860, formó una sociedad con un compañero de estudios en la oficina de Hunt, Charles D. Gambrill, con un breve pausa para el servicio en la Guerra Civil.

### Carrera
Post sirvió en la Guerra de Secesión al mando del general Ambrose Burnside en la batalla de Fredericksburg y luego ascendió al rango de coronel en la Guardia Nacional de Nueva York.
En 1867, fundó su propia firma de arquitectura que se expandió en 1904 cuando dos de sus hijos, J. Otis y William Stone se unieron a él para formar George B. Post and Sons.
Sirvió como el sexto presidente del American Institute of Architects de 1896 a 1899. También entrenó al arquitecto Arthur Bates Jennings.
Post diseñó muchas de las casas privadas prominentes en varios lugares, y muchas se concentraron en la ciudad de Nueva York y Bernardsville, Nueva Jersey. También diseñó muchos edificios públicos y comerciales destacados.
Un verdadero miembro del Renacimiento estadounidense, contrató a artistas y artesanos notables para agregar esculturas decorativas y murales a sus diseños arquitectónicos, como el escultor Karl Bitter y el pintor Elihu Vedder. Post fue miembro fundador del National Arts Club, y se desempeñó como presidente inaugural del Club de 1898 a 1905. En 1905, sus dos hijos se incorporaron a la sociedad y continuaron dirigiendo la firma después de la muerte de Post, en particular como diseñadores de muchos hoteles Statler en ciudades de los Estados Unidos. Desde ese momento en adelante, la empresa continuó bajo la dirección de su nieto, Edward Everett Post.
Post recibió la Medalla de Oro del AIA en 1911. Su extenso archivo está en la colección de la Sociedad Histórica de Nueva York.

### Vida personal
Se casó con Alice Matilda Stone (1840-1909) el 14 de octubre de 1863. Juntos tuvieron cinco hijos: George Browne, Jr., William Stone, Allison Wright, James Otis y Alice Winifred.
Murió el 28 de noviembre de 1913 en Bernardsville, Nueva Jersey. Está enterrado en Cementerio Woodlawn en El Bronx, Nueva York.

## Obras

#### Edificios públicos
Post también diseñó estructuras públicas y semipúblicas más serias, incluido el Edificio de la Bolsa de Valores de Nueva York, el New York Times Building (de Park Row), el Bronx Borough Hall y el Capitolio del Estado de Wisconsin.
En 1893, fue nombrado miembro del personal de arquitectura de la Exposición Mundial Colombina en Chicago por Burnham y Root, donde diseñó el Manufactures and Liberal Arts Building.

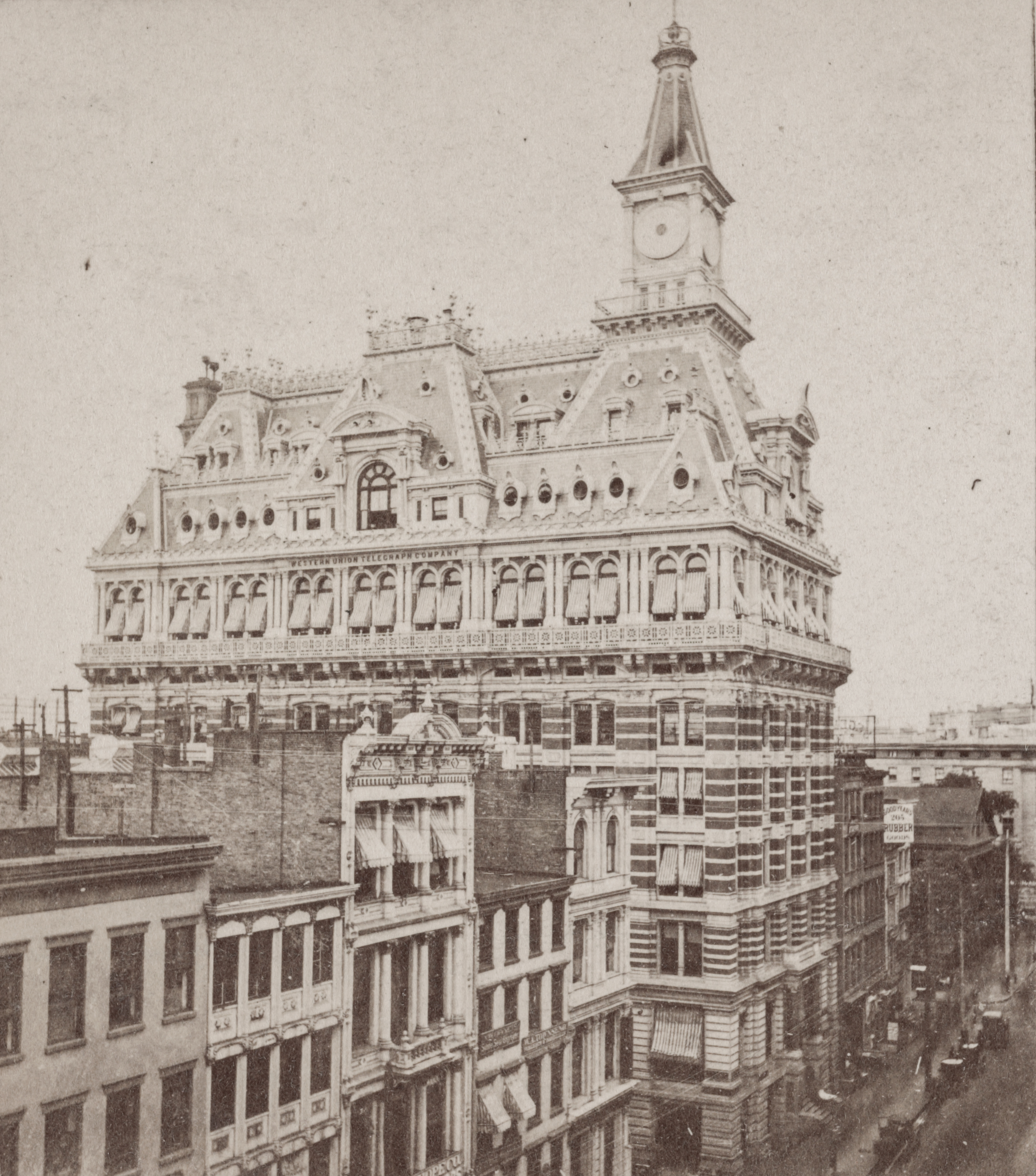
El Western Union Telegraph Building (1875), conocido como "el primer rascacielos de Nueva York".

En 1894, Post, J. Herbert Ballantine, Robert L. Stevens y Edward T. H. Talmadge prometieron cada uno 8000 dólares para comprar un terreno en Bernardsville para establecer el Somerset Hills Country Club. En 1917 este fue reubicado en su sitio actual, e incluyó un campo de golf diseñado por A. W. Tillinghast.
Muchos de los diseños de Post fueron hitos de la época. El Equitable Life Building (1870) fue el primer edificio de oficinas diseñado para usar ascensores. El propio Post alquiló los pisos superiores cuando los contemporáneos predijeron que no se podrían alquilar. Su Western Union Telegraph Building (1875) en Dey Street en el Bajo Manhattan, fue el primer edificio de oficinas que se elevó hasta diez pisos, un precursor de los rascacielos por venir. Cuando se erigió en Newspaper Row frente al City Hall Park, el New York World Building de veinte pisos (1890) era el edificio más alto de la ciudad de Nueva York.

#### Residencias privadas
La mansión Vanderbilt, que Post diseñó en asociación con Richard Morris Hunt, era un castillo de piedra caliza y ladrillo rojo gótico jacobético inglés que se encontraba en la esquina de East 57th Street y 5th Avenue y era una de las casas unifamiliares más opulentas de su hora. Presentaba una puerta de hierro fundido con volutas lujosas forjada en París (ahora en Central Park), relieves escultóricos de Karl Bitter (ahora en el Hotel Sherry-Netherland), una chimenea de mármol marrón rojizo ornamentada esculpida por Augustus Saint-Gaudens (ahora en el Museo Metropolitano de Arte), y la decoración de interiores elaborada por Frederick Kaldenberg, John LaFarge, Philip Martiny, Frederick W. MacMonnies, Rene de Quelin y Augustus Saint-Gaudens y su hermano Julius. La mansión fue arrasada en 1927 para la construcción de los grandes almacenes Bergdorf Goodman en 754 Fifth Avenue.
Post también diseñó el palazzo al otro lado de la calle que daba a la mansión Vanderbilt para Collis P. Huntington (1894). En Newport, Rhode Island, construyó una casa para el presidente de Louisville and Nashville Railroad, C.C. Baldwin, "Chateau-Nooga" o Baldwin Cottage (1880), un ejercicio policromático en el "estilo pintoresco" con bargeboards y entramado de madera; John La Farge proporcionó paneles de vidrieras.
Post también diseñó muchas de las mansiones de la Gilded Age que se encuentran en Bernardsville, Nueva Jersey, y se le atribuyó más que a nadie el haber vendido a neoyorquinos adinerados la idea de establecer una casa de campo en Somerset Hills. Diseñó la casa Kenilwood (1897) como regalo de bodas para su hija, un hito de la arquitectura neogótica en Estados Unidos. Kenilwood permaneció en la familia Post hasta que fue comprado por Mike Tyson en 1988.

## Lista parcial de trabajos
- Kenilwood, Bernardsville, Nueva Jersey. Uno de los dos ejemplos más importantes de arquitectura neogótica en los Estados Unidos.[16]
- Iglesia reformada High Bridge, High Bridge, Nueva Jersey, 1869[17]

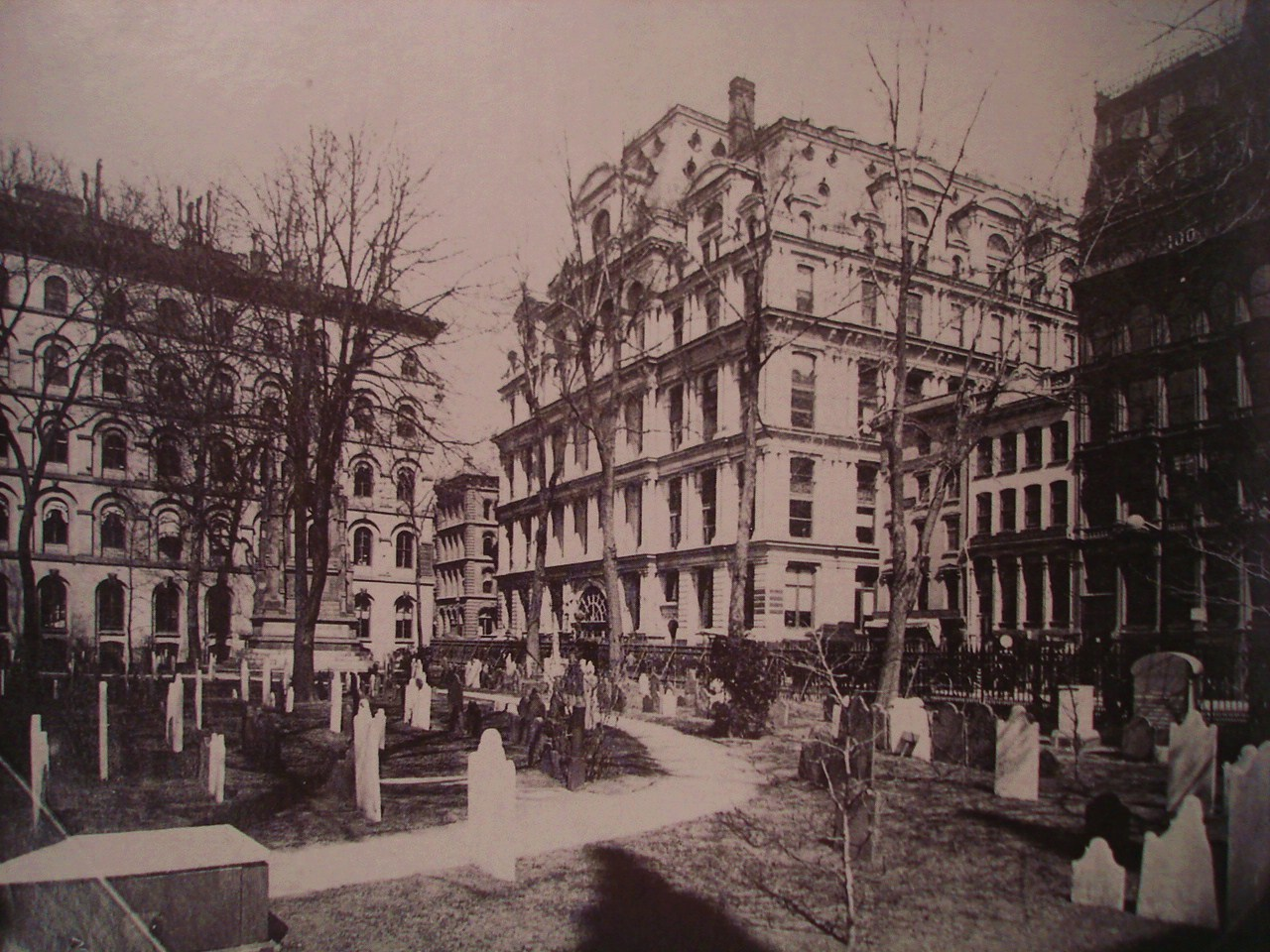
El Equitable Life Building, inaugurdo en 1870.

- Equitable Life Building (Nueva York), 1868-1870, demolido en 1912.
- Bonner-Marquand Gymnasium, Universidad de Princeton, Princeton, Nueva Jersey, 1869-1870, demolido en 1907.
- Williamsburgh Savings Bank, Brooklyn, Nueva York, 1870-1875
- Troy Savings Bank, Troy, Nueva York, 1875.
- Western Union Telegraph Building, Nueva York, 1875. Conocido como "el primer rascacielos de Nueva York. Esta sede de 10 pisos de Western Union tenía una torre de reloj. Fue demolido en 1914 para la sede de AT&T en 195 Broadway".[18]
- Claremont, Bernardsville, Nueva Jersey, 1907. La casa de George Post en Somerset Hills. A la venta a partir de octubre de 2020 por 10 millones de dólares.
- Chickering Hall, Nueva York, c.1877. Construido como la sede de Chickering Piano Company, este edificio de cuatro pisos revestido de ladrillo con molduras de piedra rojiza y mármol gris contó con un auditorio de 1.450 asientos que acogió conferencias de Thomas H. Huxley y Oscar Wilde y fue el sitio de la primera de Alexander Graham Bell llamada telefónica interestatal a Nuevo Brunswick, Nueva Jersey, en 1877. Demolido.[18]
- New York Hospital (demolido), 1877, notable por el uso de grandes ventanas a nivel del suelo para una mejor iluminación natural del interior.[19]
- Biblioteca y Liceo, Morristown, Nueva Jersey. 1878, demolido.
- Center for Brooklyn History, Brooklyn, Nueva York, 1878–1880, edificio neorrománico que emplea terracota arquitectónica, originalmente llamado Long Island Historical Society.
- Post Building, Nueva York, 1880-81. Un hueco central profundo proporcionó luz y aire a los interiores, una característica que rápidamente se convirtió en estándar para las grandes estructuras comerciales.[19]
- Mills Building, Nueva York, 1881-1883, llamado "el primer edificio de oficinas moderno", sobre una base de dos pisos, los ocho pisos superiores alcanzados por diez ascensores, utilizaban paneles de terracota arquitectónicos, que Post había ayudado a presentar al Estados Unidos y eliminó la línea del techo abuhardillado convencional. Demolido.[18]
- New York Produce Exchange (1881-1884) en 2 Broadway frente a Bowling Green. Construido entre 1881-1885; demolido en 1958.[18]
- Casa de Cornelius Vanderbilt, Nueva York, 1882, renovado y ampliado en 1893, demolido en 1927.
- New York Cotton Exchange (demolido), Nueva York, 1883–1885
- Mortimer Building (demolido), Nueva York, 1885
- New York World Building, o edificio Pulitzer, ciudad de Nueva York, en el momento de su finalización, el edificio más alto del mundo, 1889-1890, demolido.
- New York Times Building (41 Park Row), Nueva York, 1888-1889
- Union Trust Building (demolido), 78-82 Broadway, Nueva York, 1889-1890

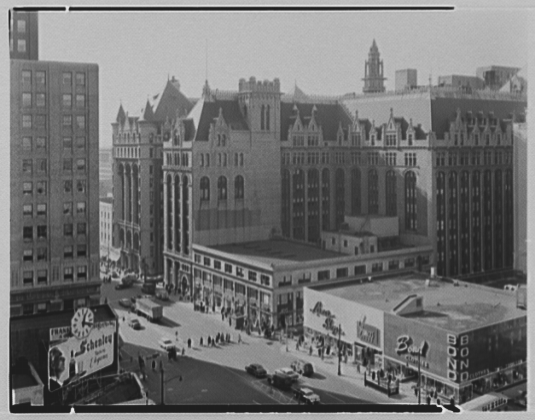
Edificios de la Sede de Prudential 1892-1911 en Newark, Nueva Jersey.

- Sede de Prudential (4 edificios), Newark, Nueva Jersey, 1892-1911. Demolido 1956.
- Edificio de Fabricantes y Artes Liberales, Exposición Mundial Colombina, Chicago, Illinois, 1893. Demolido después de que concluyó la exposición.[20]
- Edificio de la Caja de Ahorros del Condado de Erie, Búfalo, Nueva York, 1893, en estilo románico. Arrasado en 1968.
- Park Building, Pittsburgh, Pensilvania, 1896, remodelado en la década de 1960
- Bronx Borough Hall, Nueva York, 1897, demolido.
- St. Paul Building, 1898. Demolido.
- Bolsa de Valores de Nueva York, Ciudad de Nueva York, 1901-1903
- Campus de la Universidad de la Ciudad de Nueva York, Nueva York, 1903-1907, en estilo neogótico
- Antiguo edificio de la Bolsa de Valores de Montreal, Montreal, Quebec, 1904.
- Mutual Benefit Life Insurance Company, Newark, Nueva Jersey, 1904-08 (arrasada)
- Capitolio del Estado de Wisconsin, Madison, Wisconsin, 1906
- Cleveland Trust Company Building, Euclid Avenue, Cleveland, Ohio, 1908
- Pontiac Hotel, Oswego, Nueva York, 1912